# Војислав Сајковић
Војислав Сајковић (Брезница, Порече, 9. август 1915 — Скопље, 17. јули 1981) био је официр Југословенске војске у Отаџбини, током Другог светског рата.

## Биографија
Рођен 09.08 1915 године у селу Брезница, срез поречки од оца Сенадина Сајковића, и мајке Достане .
Почетак окупације га затиче у Скопљу док је извршавао дужност монополског чиновника, где недуго затим прелази у Крушевац где обавља исту дужност. У једном периоду проводи око месец дана у Рашки, али после месец дана враћа се у Крушевац где наставља обављати  исту дужност. Док је био у Рашкој упознао је монополског чиновника Владу Јовановића који га је информисао да ће ускоро приступити организацији Драгољуба Драже Михаиловића, те предложи  и Сајковићу да и он учини исто. Сајковић је прихватио предлог и почетком маја месеца 1942  године  су кренули у Ниш како би се тамо срели са Сенадином Сајковићем иначе оцем Војислава Сајковића. Састанку је присуствовао и Миливој Војче Трбић. Договорили су се да већ сутрадан крену за Лесковац где  ће се сусрети са Ђурићем. Контакт са Ђурићем им  обезбедио им је  извесни Цевенић из Ниша. Овом сатанку је требао и присуствовати и Божидар Видојевић сутудент у Београду иначе из Поречког краја али он није стигао на време. Када су стигли  у Лесковац дочекао их  је поручник Васић , он их одмах затим одводи до једне куће у Лесковцу у којој их дочекује Ђурић. На том састанку догорили су начин деловања и будуће планове.
Половином јуна 1942 године упућују се у Македонију. Сајковић, Трбић и Божидар Видојевић како би  организовали јединице ЈВуО. Стигаваши у Скопље, Божо ступа у контакт са Љубисављевићем а недуго затим одлазе у Пореч. Након краћег времена Божо се враћа у Скопље како би наставио са формирањем четничког покрета, те се пребацује у делове под албанском контролом у циљу организације четничког покрета. У Тетову налази Душана Степановића, Жику Миљковиаћа и извесног Парића. Затим одлази у Гостивар. Половином новембра Сајковић се среће са  Божидарем Видојевићем (Божом) који му преноси да је у Кичеву формирана организација на чијем челу је потпуковник Стеван Марковић, а његов заменик поручник Марко Милановић. Такође, Божа преноси Сајковићу да је формиран одбор од више људи.
Обзиром да је четнички покрет у Поречу откривен Сајковић и Трбић одлазе у Србију на консултације  са претпостављенима где остају до половине  маја 1943 године. По повртатку у Пореч чекао их је одред од преко 30 четника који је био задужен за организацију у њиховом одсуству. Одредом је командовао Душан Стевановић. Он у свом извештају Сајковићу и Трбићу преноси да већ дужи период ради на организовању људи и да је одзив добар. Такође, да је неколико пута слао вести и да су сви одбори активни и да су на располагању. У јулу месецу 1943 године Миливоје Трбић издаје наређење Божи да прими нову дужност и да одмах крене са организацијом омладине. Божа је ову дужност вршио до септембра месеца исте године. Његову дужност преузима  Стојан Марковић док Божа добија дужност организовања пропагадне делатности и обавештајног рада. О својим активностима информисао је Стојана Марковића док је Стојан директно био на вези са Војчетом Трбићем.
У једној од својих изјава Војислав Сајковић изјављује:
„Половином јуна 1942 године упућени смо од штаба Ђурић 110 у Македонију. Поводом организовања покрета Драгољуба Драже Михаиловића, Трбић и Видојевић.
Стижемо у Скопље где Божо долази у везу са Љубисављевићем а затим одлазимо у Порече, стижемо у Манастирац.„
Након кратког времена Божо се враћа у Скопље да учврсти и прошири организацију, а затим се пребацује на албанску територију у циљу организовања.
После ослобођења хапшен је неколико пута. Први пут ухапшен је 1944 године у Кичеву због свог учешћа  у четничком покрету. У затвору је био до августа 1945 година када је пуштен на слободу. Други пут Сајковић је ухапшен седмог марта 1946 године у Скопљу због  убиства  Стојана из села Локвица иначе бугарског полицајца који је тукао недужан народ и био познат по невиђеним злоделима које је чинио над становништвом у тим крајевима. Сајковића из затвора  премештају  у Управу Државне Безбедности у Скопљу где се против њега водила истрага због покушаја обнове четночког покрета .
У октобру месецу 1946 године Војислав Сајковић је осуђен на три  године затвора са казном  на  принудни рад. На ову пресуду Сајковић улаже жалбу. међутим 15. јануара 1947 године суд доноси одлуку на повећање казне са три на пет година затвора.
Преминуо 17.07.1981 године у Скопљу.